# Ernest Laszlo
Ernest Laszlo (ur. 23 kwietnia 1898 w Budapeszcie, zm. 6 stycznia 1984 w Los Angeles) – amerykański operator filmowy węgierskiego pochodzenia. Laureat Oscara (ponadto siedmiokrotnie nominowany do tej nagrody). Często pracował przy filmach Roberta Aldricha i Stanleya Kramera.

## Filmografia
Jako autor zdjęć:
- Morderca (1951), reż. Joseph Losey
- Ostatnia walka Apacha (1954), reż. Robert Aldrich
- Vera Cruz (1954), reż. Robert Aldrich
- Kto sieje wiatr (1960), reż. Stanley Kramer
- Wyrok w Norymberdze (1961), reż. Stanley Kramer
- Ostatni zachód słońca (1961), reż. Robert Aldrich
- Ten szalony, szalony świat (1963), reż. Stanley Kramer
- Statek szaleńców (1965), reż. Stanley Kramer
- Fantastyczna podróż (1966), reż. Richard Fleischer
- Gwiazda! (1968), reż. Robert Wise
- Port lotniczy (1970), reż. Henry Hathaway, George Seaton
- Ucieczka Logana (1976), reż. Michael Anderson
- Zasada domina (1977), reż. Stanley Kramer

## Wybrane nagrody i nominacje
- 1961 - nominacja do Oscara w kategorii: najlepsze zdjęcia do filmu czarno-białego za Kto sieje wiatr
- 1962 - nominacja do Oscara w kategorii: najlepsze zdjęcia do filmu czarno-białego za Wyrok w Norymberdze
- 1964 - nominacja do Oscara w kategorii: najlepsze zdjęcia do filmu kolorowego za Ten szalony, szalony świat
- 1966 - Oscar w kategorii: najlepsze zdjęcia do filmu czarno-białego za Statek szaleńców
- 1967 - nominacja do Oscara w kategorii: najlepsze zdjęcia do filmu kolorowego za Fantastyczna podróż
- 1969 - nominacja do Oscara w kategorii: najlepsze zdjęcia za Gwiazda!
- 1971 - nominacja do Oscara w kategorii: najlepsze zdjęcia za Port lotniczy
- 1977 - nominacja do Oscara w kategorii: najlepsze zdjęcia za Ucieczka Logana